# Факіг-Бен-Салах
Факіг-Бен-Салах (бербер. ⴼⵇⵉⵀ ⴱⴻⵏ ⵚⴰⵍⴻⵃ; араб. الفقيه بن صالح) — місто в Марокко. Розташоване в центрі країни, в регіоні Бені-Меллаль — Хеніфра , за 40 км від регіонального центру, Бені-Меллаль. Населення за переписом 2014 року становить 102 019 осіб.

## Назва
Спочатку місто мало назву Бені-Амір, проте було перейменовано на Факіг-Бен-Салах на честь ісламського святого (валі) Саліха, похованого в місті. Слово факіг позначає знавця ісламського права (фікга), а слово бен дослівно перкладається як син.

## Історія
Факіг-Бен-Салах був заснований навколо щотижневого суку (східного ринку), де щосереди збиралися різні племена, які мешкали в регіоні. Місто, що згодом налічувало близько 80 тис. людей не припиняло зростати навіть після масової міграції молодого населення до Європи.
Наприкінці 40-х років будівництво греблі Бін-ель-Відан (найбільшої на той час у Північній Африці) дозволило створити коло міста перший зрошуваний периметр. Після завершення будівництва дамби банками Парижу та Нідерландів були продані права на землю поселенцям, що погодились спробувати щастя на землі, яка до того часу була пустелею. Сьогодні більшість населення міста складається з двох племен: Бні-Амір і Бні-Муса.

## Економіка
Сільськогосподарська діяльність та грошові перекази з-за кордону є основою економіки міста.
Вдале географічне розташування регіону, сприятливий клімат та підземні водні ресурси забезпечують різноманіття в ньому продуктів сільськогосподарського виробництва. Основними культурами є буряк, злаки, оливкові дерева, цитрусови та гранати — частка цих продуктів у загальнонаціональному виробництві становить 25%, 30%, 8%, 14% та 40% відповідно.
Факіг-Бен-Салах також відомий своїми молочними продуктами. На околицях міста створено дві великі фабрики з виробництва молока потужністю 1 050 000 та 400 000 літрів на день.
Однак цієї діяльності є недостатньо задля зайнятості більшості молодого населення: щоб покращити своє економічне становище молодь міста масово вирушає до Європи.